# Tore G. Wärenstam
Tore Gösta Wärenstam, född 23 december 1908 i Kärda, Jönköpings län, död 6 augusti 1980 i Borås (gravsatt i Kärda), var en svensk journalist, publicist och politiker (högerpartiet/moderaterna). Wärenstam var ägare och chefredaktör för Borås Tidning. Wärenstam var även stadsfullmäktiges ordförande i Borås stad och ordförande för Älvsborgs läns landsting.
Wärenstam började sin pressbana på Värnamo-Bladet och Värnamo Nyheter. Han gick sedan till Smålands Allehanda innan han blev huvudredaktör och ansvarig utgivare för Sörmlands-Posten. År 1937 blev han redaktionssekreterare och andre redaktör på Borås Tidning efter ett mellanspel på Ulricehamns tidning. Wärenstam var chefredaktör för Borås Tidning 1954-1974.
År 1968 skapade han Tore G Wärenstams stiftelse som efter hans död blev huvudägare till Borås Tidning och sedan 2003 är hälftenägare i mediekoncernen Gota Media AB. Stiftelsen finansierar det årliga och litterära Borås tidnings debutantpris på 100 000 kr och även ett årligt kulturstipendium sedan år 1985 på 25 000 kr till någon lovande begåvning inom litteraturen, musiken, bildkonsten eller scenkonsten. 1996 fick till exempel Åsa Lantz detta kulturstipendium för sin debutroman Skrud. Andra kulturstipendiater har varit dirigenten B. Tommy Andersson (1989), cellisten Jesper Svedberg (1994) och konstnären Pål Hollender (1997).
I december 2018 invigdes konstmuseet Wärenstams i Borås, där Tore G Wärenstams stiftelse visar delar av sin samling av samtidskonst från Sjuhäradsbygden.